# Saten (album)
Saten drugi je studijski album riječke pop skupine E.N.I., kojeg 1998. godine objavljuje diskografska kuća Orfej.
Materijal za album snimaju u studiju 'Slyhouse', Ljubljana. Produkciju, aranžmane i programiranje radili su Duško Rapotec Ute i Silvester Žnidaršič. Album sadrži devet novih skladbi, te "Mi možemo sve", s kojom se skupina E.N.I. predstavila na Zadarfestu '97. Glazbu i tekstove triju skladbi na engleskom jeziku potpisuje Werner Keul. Na materijalu sudjeluju Duško Rapotec, Elvis Stanić, Željko Banić, Saša Nestorović i Robert Justinić.

## Popis pjesama
1. "Everybody" (Move Your Body) (2:55)
2. "Kap po kap" (2:57)
3. "Ne znaš ti što mi treba" (3:06)
4. "Čuvaj me ti"	(4:16)
5. "Na svijet dolazi ljubav" (3:37)
6. "K'o vatre i plamen" (3:14)
7. "Pobijedi me" (3:55)
8. "Mi možemo sve" (3:59)
9. "You're the One" (3:33)
10. "Say, Say, Say" (3:04)

## Vanjske poveznice
- Službene stranice sastava  Arhivirana inačica izvorne stranice od 12. ožujka 2007. (Wayback Machine)